# Homalospermum
Homalospermum es un género con una especies de plantas fanerógamas perteneciente a la familia Myrtaceae. Su única especie: Homalospermum firmum Schauer, Linnaea 17: 242 (1843), es originaria del sudoeste de Australia.

## Sinonimia
- Leptospermum firmum (Schauer) Benth., Fl. Austral. 3: 104 (1867).[1]